# Adrian Stephen

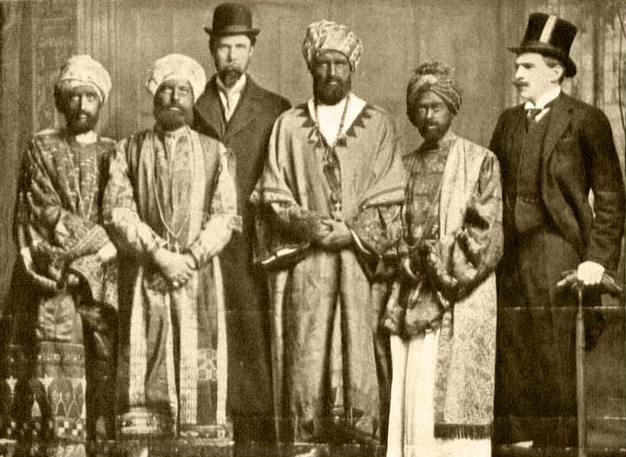
Adrian Stephen, in het midden met bolhoed, als tolk van de prinsen van Abbysinië, waarvan de meest linkse zijn zuster Virginia Woolf is, tijdens de Dreadnoaght hoax

Adrian Stephen (1883 - 1948) was een Brits schrijver en psychoanalyticus. Hij was de jongste broer van Vanessa, Thoby en Virginia Stephen, de latere Virginia Woolf.
Zijn vader was de schrijver en biograaf Leslie Stephen. Na het overlijden van zijn vader betrok hij samen met zijn zussen een huis in de Londense wijk Bloomsbury. Hier zou de groep ontstaan die later bekend werd als de Bloomsburygroep. In 1910 nam hij met zijn zus Virginia en Duncan Grant deel aan een practical joke waarbij zij zich, verkleed als Abbesijnse prinsen toegang verschaften tot het vlaggenschip van de Royal Navy, de HMS Dreadnought. In 1936 publiceerde Stephen een boek over deze Dreadnought hoax.  In 1914 trouwde Adrian met Karin Costelloe. Tijdens de Eerste Wereldoorlog weigerde Stephen - evenals Lytton Strachey en Leonard Woolf dienst. Hij bracht de tijd die de oorlog duurde door op het platteland van Essex, waar hij werkte op een boerderij.
Stephen had aanvankelijk rechten gestudeerd, maar studeerde later geneeskunde. Onder invloed van James Strachey raakte hij betrokken bij de psychoanalyse. Met Strachey zou hij een van de pioniers in Engeland worden op dit gebied. Tijdens de Tweede Wereldoorlog raakte hij zo verontwaardigd over de daden van de nazi's dat hij zijn pacifisme liet varen en als arts dienst nam in het Britse leger.
Stephen had twee dochters: Ann en Judith.